# Associazione Calcio Forlì 1981-1982
Questa voce raccoglie le informazioni riguardanti l'Associazione Calcio Forlì nelle competizioni ufficiali della stagione 1981-1982.

## Stagione
Anche nella stagione 1981-1982 il presidente "vulcano" Giovanni Bianchi rivoluziona la squadra, partono in diversi, tra i quali Roberto Soldà al Como, arriva uno stuolo di giovani promesse. Quale allenatore viene scelto Bruno Mazzia. In attacco si punta su Luciano Gaudino, che ha esordito nel Milan e nella nazionale giovanile, reduce però da un grave infortunio con la maglia del Bari, poi dal mercato di novembre arriva dalla Lazio Lorenzo Marronaro. Per irrobustire la difesa Mazzia chiede e ottiene Paolo Ammoniaci, 33 anni con un trascorso in Serie A con le maglie di Cesena e Lazio.
Ma il nuovo mister non lega né con il presidente, né con la piazza forlivese e dopo solo sei giornate si dimette, il patron Giovanni Bianchi chiama in panchina Giancarlo Ansaloni. Il campionato si chiude con il mantenimento della categoria e con il lancio del giovane promettente difensore Moreno Mannini. Nella Coppa Italia di Serie C il Forlì disputa vincendolo il 14º girone di qualificazione, poi nei sedicesimi di finale si arrende nel doppio confronto con il Prato, eliminato ai calci di rigore. Anche per questa stagione il miglior realizzatore del Forlì con 14 reti è Ermanno Beccati, delle quali 4 in Coppa Italia e 8 in campionato.

## Rosa
| N. |                    | Ruolo | Calciatore             |
| -- | ------------------ | ----- | ---------------------- |
|    | Italia (bandiera)  | D     | Paolo Ammoniaci        |
|    | Italia (bandiera)  | D     | Roberto Andreoli       |
|    | Italia (bandiera)  | A     | Ermanno Beccati        |
|    | Italia (bandiera)  | D     | Alfonso Bertozzi       |
|    | Italia (bandiera)  | D     | Damiano Bettinelli     |
|    | Italia (bandiera)  | C     | Nicola Caputo          |
|    | Italia (bandiera)  | C     | Daniele Casotti        |
|    | Italia (bandiera)  | C     | Otello Catania         |
|    | Italia (bandiera)  | D     | Alberto Colombo        |
|    | Brasile (bandiera) | C     | Sidney Cuhna           |
|    | Italia (bandiera)  | C     | Francesco Della Monica |
|    | Italia (bandiera)  | P     | Domenico Delli Pizzi   |
|    | Italia (bandiera)  | D     | Stefano Dradi          |

| N. |                   | Ruolo | Calciatore           |
| -- | ----------------- | ----- | -------------------- |
|    | Italia (bandiera) | A     | Marco Fabrizi        |
|    | Italia (bandiera) | A     | Davide Farneti       |
|    | Italia (bandiera) | A     | Luciano Gaudino      |
|    | Italia (bandiera) | C     | Renato Luchitta      |
|    | Italia (bandiera) | C     | Moreno Mannini       |
|    | Italia (bandiera) | A     | Lorenzo Marronaro    |
|    | Italia (bandiera) | D     | Mauro Melotti        |
|    | Italia (bandiera) | C     | Enrico Piccioni      |
|    | Italia (bandiera) | D     | Luigi Sanzone        |
|    | Italia (bandiera) | A     | Maurizio Schincaglia |
|    | Italia (bandiera) | D     | Plinio Serena        |
|    | Italia (bandiera) | C     | Alfredo Spada        |
|    | Italia (bandiera) | C     | Gianni Ungaro        |

## Risultati

### Campionato

#### Girone di andata
| Arbitro: | Luci (Firenze) |

|                      |           |  |
| Ascagni 23’ Doto 44’ | Marcatori |  |

| Arbitro: | Baldi (Roma) |

|            |           |                     |
| Serena 37’ | Marcatori | 33’ (rig.) B. Mutti |

| Arbitro: | Greco (Lecce) |

|           |           |  |
| Cenci 17’ | Marcatori |  |

| Arbitro: | Rufo (Roma) |

|                                           |           |               |
| Ungaro 33’ Melotti 40’ (rig.) Fabrizi 52’ | Marcatori | 15’ Bertinato |

| Alessandria 18 ottobre 1981 5ª giornata | Alessandria       | 0 – 0 | Forlì | Stadio Giuseppe Moccagatta\| Arbitro: \| Marchese (Napoli) \| |
| Arbitro:                                | Marchese (Napoli) |       |       |                                                               |

| Parma 25 ottobre 1981 6ª giornata | Parma           | 0 – 0 | Forlì | Stadio Ennio Tardini\| Arbitro: \| Falsetti (Roma) \| |
| Arbitro:                          | Falsetti (Roma) |       |       |                                                       |

| Arbitro: | Coppetelli (Tivoli) |

|                          |           |  |
| Luchitta 30’ Beccati 90’ | Marcatori |  |

| Arbitro: | Gava (Conegliano) |

|               |           |  |
| Spigariol 12’ | Marcatori |  |

| Arbitro: | Tuveri (Cagliari) |

|             |           |  |
| Beccati 25’ | Marcatori |  |

| Arbitro: | Pampana (Pisa) |

|                        |           |             |
| Mochi 27’ Messersì 71’ | Marcatori | 74’ Gaudino |

| Arbitro: | Bruschini (Firenze) |

|                          |           |                                          |
| Marronaro 68’ Serena 79’ | Marcatori | 30’ Agostinelli 71’ M. Scarpa 87’ Tormen |

| Sanremo 6 dicembre 1981 12ª giornata | Sanremese          | 0 – 0 | Forlì | Stadio di Sanremo\| Arbitro: \| Sguizzato (Verona) \| |
| Arbitro:                             | Sguizzato (Verona) |       |       |                                                       |

| Arbitro: | De Marchi (Novara) |

|                                 |           |             |
| Marronaro 21’, 88’ Luchitta 64’ | Marcatori | 46’ Pezzato |

| Arbitro: | Tuveri (Cagliari) |

|                       |           |               |
| Picco 22’ Tedoldi 80’ | Marcatori | 29’ Marronaro |

| Arbitro: | Amendolia (Messina) |

|                              |           |            |
| Beccati 26’ Della Monica 67’ | Marcatori | 44’ Gambin |

| Empoli 10 gennaio 1981 16ª giornata | Empoli              | 0 – 0 | Forlì | Stadio Comunale\| Arbitro: \| Albertini (Voghera) \| |
| Arbitro:                            | Albertini (Voghera) |       |       |                                                      |

| Arbitro: | Frigerio (Milano) |

|                               |           |  |
| Piccioni 36’ Della Monica 60’ | Marcatori |  |

#### Girone di ritorno
| Forlì 24 gennaio 1982 18ª giornata | Forlì             | 0 – 0 | Triestina | Stadio Tullo Morgagni\| Arbitro: \| Baroni (Macerata) \| |
| Arbitro:                           | Baroni (Macerata) |       |           |                                                          |

| Arbitro: | Damiani (Ascoli Piceno) |

|                                             |           |             |
| B. Mutti 14’ (rig.), 58’ Melotti 53’ (aut.) | Marcatori | 84’ Beccati |

| Arbitro: | Creati (Acireale) |

|  |           |               |
|  | Marcatori | 25’ Mulinacci |

| Arbitro: | Catania (Roma) |

|                     |           |  |
| Luchitta 30’ (aut.) | Marcatori |  |

| Arbitro: | Lorenzetti (Macerata) |

|                              |           |                          |
| Marronaro 1’ Beccati 7’, 27’ | Marcatori | 2’ Pasquali 57’ Di Prete |

| Forlì 28 febbraio 1982 23ª giornata | Forlì              | 0 – 0 | Parma | Stadio Tullo Morgagni\| Arbitro: \| Ronchetti (Modena) \| |
| Arbitro:                            | Ronchetti (Modena) |       |       |                                                           |

| Arbitro: | Agnelli (Siena) |

|             |           |  |
| Corallo 81’ | Marcatori |  |

| Arbitro: | Valente (Monfalcone) |

|                          |           |              |
| Piccioni 12’ Beccati 82’ | Marcatori | 52’ Albanese |

| Arbitro: | Marascia (Roma) |

|                        |           |  |
| Pradella 23’ Ronco 43’ | Marcatori |  |

| Forlì 4 aprile 1982 27ª giornata | Forlì             | 0 – 0 | Fano | Stadio Tullo Morgagni\| Arbitro: \| Dal Forno (Ivrea) \| |
| Arbitro:                         | Dal Forno (Ivrea) |       |      |                                                          |

| Arbitro: | Tuveri (Cagliari) |

|             |           |  |
| Codogno 71’ | Marcatori |  |

| Forlì 25 aprile 1982 29ª giornata | Forlì             | 0 – 0 | Sanremese | Stadio Tullo Morgagni\| Arbitro: \| Basile (Siracusa) \| |
| Arbitro:                          | Basile (Siracusa) |       |           |                                                          |

| Arbitro: | Cerquoni (Macerata) |

|                      |           |                                  |
| Da Re 76’ Fellet 79’ | Marcatori | 38’ Marronaro 89’ (aut.) Berlini |

| Arbitro: | De Santis (Treviso) |

|                                |           |  |
| Tonali 6’ (aut.) Marronaro 25’ | Marcatori |  |

| Arbitro: | Sguizzato (Verona) |

|                    |           |  |
| Manarin 20’ (rig.) | Marcatori |  |

| Arbitro: | Baldi (Roma) |

|                           |           |                                |
| Marronaro 11’ Mannini 19’ | Marcatori | 8’ Zerpelloni 41’ (rig.) Radio |

| Arbitro: | Mele (Bergamo) |

|              |           |                  |
| Conforto 61’ | Marcatori | 16’ Della Monica |

### Coppa Italia

#### Quattordicesimo girone
| 23 agosto 1981 1ª giornata |  | – Turno riposo Forlì |  |  |

| Cattolica 26 agosto 1981 2ª giornata | Cattolica     | 0 – 0 | Forlì | Stadio Comunale\| Arbitro: \| Testa (Prato) \| |
| Arbitro:                             | Testa (Prato) |       |       |                                                |

| Arbitro: | Valente (Monfalcone) |

|                                                          |           |            |
| Melotti 44’ Beccati 46’ Capra 65’ (aut.) Schincaglia 89’ | Marcatori | 62’ Vitale |

| 2 settembre 1981 4ª giornata |  | – Turno riposo Forlì |  |  |

| Arbitro: | Scevola (Milano) |

|                 |           |  |
| Schincaglia 89’ | Marcatori |  |

| Arbitro: | Galbiati (Monza) |

|                                             |           |             |
| A. Scala 8’ (rig.), 35’ (rig.) Messersì 48’ | Marcatori | 57’ Beccati |

#### Sedicesimi di finale
| Arbitro: | Calafiore (Brescia) |

|                     |           |  |
| Are 43’ Spigoni 45’ | Marcatori |  |

| Arbitro: | Valente (Monfalcone) |

|                                      |                        |              |
| Beccati 5’, Goal’ (84) Marronaro 17’ | Marcatori              | 47’ Quarella |
|                                      | Tiri di rigore 10 – 11 |              |